# Paunoviči
Paunoviči (prononcé [ˈpaːunɔʋitʃi]) est une petite localité sur la rive gauche de la rivière Kolpa, dans la municipalité de Črnomelj, dans la région de la Carniole-Blanche, au sud-est de la Slovénie. La zone fait partie de la région traditionnelle de la Basse-Carniole et est maintenant incluse dans la région statistique du sud-est de la Slovénie.